# إيفا موري
إيفا موري (بالسلوفينية: Eva Mori) (13 مارس 1996 في سلوفينيا - ) هي لاعبة كرة طائرة سلوفينيا في مركز ممرر ‏. لعبت مع Volley Bergamo ‏.

## وصلات خارجية
- إيفا موري على موقع الاتحاد الأوروبي (الإنجليزية)
- إيفا موري على موقع عالم الكرة الطائرة (الإنجليزية)
- إيفا موري على موقع Ligue Nationale de Volley (الفرنسية)
- إيفا موري على موقع دوري الدرجة الأولى الإيطالي للكرة الطائرة - سيدات (الإيطالية)